# SD Gernika
Sociedad Deportiva Gernika Club – hiszpański klub piłkarski z Kraju Basków z siedzibą w mieście Gernika. Został założony w 1922 roku.
Obecnie występuje w Tercera División. Gernika Club przez 8 sezonów grał w Segunda División B oraz 25 sezonów w Tercera División.
Najlepsze miejsce uzyskał w sezonie 1996/97, zajmując 9 miejsce w Segunda División B.
Gernika ma 800 kibiców-socios.